# دینمیل (استرالیای غربی)
دینمیل (به انگلیسی: Deanmill) یک شهرک در استرالیا است که در استرالیای غربی واقع شده‌است.